# ヒート・アフター・ダーク
heat after dark(ヒート・アフター・ダーク)は、1999年の日本映画。北村龍平の商業デビュー作。主演とプロデュースは渡部篤郎。

## あらすじ
実業家の神崎は旧友・後藤に頼まれて彼が殺したというヤクザの後処理をすることになる。
神埼はその男の身体を自身の車で運び込み、後藤にダムの底に沈む予定の廃村まで連れて行かれるが、すでに後藤が殺したという男――李が生きて脱出し、手下達を呼んで二人に銃弾を浴びせる。
後藤は李の拳銃密売組織の一員だった。神埼は銃を取り、二人でこの状況を切り抜けようとしていく。

## キャスト
- 神埼 - 渡部篤郎
- 後藤 - 鈴木一真
- 李 - 泉谷しげる
- シン - 西村華景
- コウ - 宮田昌美
- 警察官 - 北見敏之
- 加藤 - 菅田俊

## スタッフ
- 監督・脚本・編集 - 北村龍平
- 製作 - 的場朱美、渡部篤郎、村上里佳子[1]
- 撮影 - 芝田満之
- 照明 - 中村裕樹
- 音楽 - 桑原茂一
- 配給 - 日活

## 音楽
ヒート・アフター・ダークでは全編ヤトハの音楽が使われている。

## リンク
- ヒート・アフター・ダーク - IMDb（英語）
- 日活